# Norbert Schaffeld
Norbert Schaffeld (* in Rees) ist ein deutscher Anglist.

## Leben
Er studierte englische und nordamerikanische Literatur, Geschichte, Philosophie und Pädagogik an der Universität Wuppertal und der University of Exeter. Nach der Promotion und der Habilitation in Wuppertal ist er Professor für Anglistik / Literaturwissenschaft und Cultural Studies in Bremen.

## Schriften (Auswahl)
- Die Darstellung des nationalsozialistischen Deutschland im englischen Roman. Frankfurt am Main 1987, ISBN 3-8204-0953-X.
- A future with a past. Historische und ideengeschichtliche Grundlagen des Australian dream und seine Spiegelung in der Literatur. Trier 1997, ISBN 3-88476-278-8.
- Hg.: Shakespeare's legacy. The appropriation of the plays in post-colonial drama. Trier 2005, ISBN 3-88476-766-6.
- mit Helga Bories-Sawala (Hg.): Wer spricht Kanadisch? Vielfalt, Identitäten und Sprachpolitik. Bochum 2012, ISBN 3-8196-0885-0.